# Oiketicoides
Oiketicoides é um gênero de mariposa pertencente à família Acrolophidae.